# Abdulah Nakaš
Abdulah Nakaš (27. listopadu 1944 – 27. listopadu 2005) byl přes 30 let hlavním chirurgem sarajevské státní nemocnice.

## Život
Byl absolventem lékařské fakulty Univerzity v Sarajevu.
Válka v Bosně a Hercegovině vypukla v květnu 1992. Během obléhání Sarajeva se místní nemocnice rychle plnila zraněnými. Její budova byla opakovaně ostřelována. Nakaš čelil mnoha obtížným lékařským výzvám. V nemocnici nefungovala elektřina, standardní lékařské vybavení nebylo k dispozici, stejně jako anestetika nebo analgetika.
V poválečné době se Nakaš zasloužil o založení Svazu zdravotnických pracovníků. Byl také zvolen členem parlamentu Federace Bosny a Hercegoviny. 
Zemřel v roce 2005 na prasklé břišní aneurysma, po kterém následovala hemoragická pankreatitida a selhání ledvin. Jeho pohřeb byl jedním z největších, který se kdy v zemi konal, zúčastnily se ho tisíce lidí. Zůstala po něm manželka a dvě děti.
Byl pohřben na hřbitově Kovači v Sarajevu, který je znám také jako Památník mučedníků a je věnovaný vojákům a civilním obětem války.

## Ocenění
Na jeho počest byla přejmenována nemocnice v Sarajevu; dnes se jmenuje Všeobecná nemocnice Prim. dr. Abdulaha Nakaše (Opća bolnica "Prim.dr. Abdulah Nakaš").
Sarajevo mu udělilo Cenu 6. dubna za jeho službu městu a národu.

## V literatuře
Spolupráci s Nakašem v době obležení Sarajeva popisuje lékař Edo Jaganjac ve své knize Sarajevská princezna (vyd. Galerie Gema, Praha, 2015).